# Площадь Ломоносова (Санкт-Петербург)
Пло́щадь Ломоно́сова — площадь в Центральном районе Санкт-Петербурга.
Площадь находится на набережной реки Фонтанки, в историческом центре города. Она является предмостной площадью моста Ломоносова. К площади сходятся: набережная реки Фонтанки, улица Зодчего Росси, улица Ломоносова, Торговый переулок.

## Название

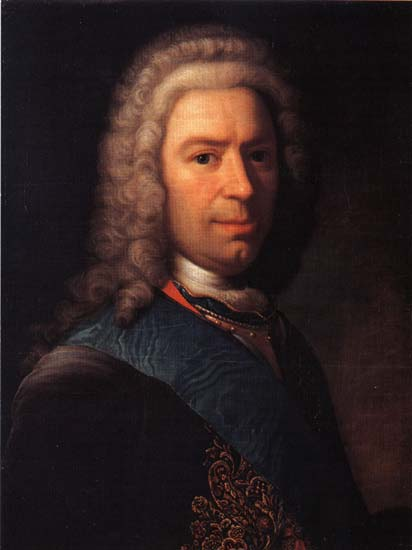
Григорий Петрович Чернышёв

С 1836 и до 1891 года площадь называлась Чернышёвской по фамилии землевладельцев графов Чернышёвых — сначала денщика Петра I, во времена Анны Иоанновны — сенатора генерал-аншефа Григория Петровича Чернышёва, а затем его сына, графа Ивана Григорьевича Чернышёва. С 1844 года появилось название Чернышёва площадь, которое сохранялось до 1948 года. 23 августа 1948 года площадь была переименована в честь М. В. Ломоносова. При этом сквер, устроенный в центре площади в 1876 году, с 1881 года назывался Ломоносовским.

## История
В начале XVIII века происходил процесс сосредоточения важнейших по своему значению и по масштабам архитектурных сооружений на берегах Невы и в ближайших к Неве кварталах. Будущая площадь Ломоносова была городской окраиной, до середины столетия это место занимала усадьба Аничкова дворца.
К середине XVIII века назрела необходимость приведения в порядок отдельных районов города. Архитектору К. И. Росси была поручена перепланировка усадьбы Аничкова дворца (к середине XVIII века это была территория от реки Фонтанки до Садовой улицы по Невскому проспекту) и прилегающей к ней территории между Невским проспектом и Чернышёвым переулком (современная улица Ломоносова).
В 1816 году Александр I поручил председателю Комитета строений и гидравлических работ А. Бетанкуру реконструировать усадьбу Аничкова дворца. К проектированию привлекли архитекторов А. К. Модюи и К. И. Росси, состоявших на службе в Комитете строений. Оба зодчих представили свои варианты реконструкции усадьбы Аничкова дворца вместе с полной перепланировкой всей окружающей территории от Аничкова дворца до Садовой улицы. Александр I утвердил проект реконструкции представленный А. Модюи.
По свидетельству Ф. Вигеля, по рисункам Модюи устроена площадь со сквером перед Аничковым дворцом, с Александрийским театром (Площадь Островского), пробита улица до Чернышова моста (Улица Зодчего Росси). Однако Модюи не пришлось реализовать свой проект, как писал Ф. Вигель: «Все это начато и окончено без него и даже после него». Реализация предложенного Модюи плана реконструкции была поручена К. Росси.
Строительство площади было выполнено в рамках проекта организации Александринской площади. В соответствии с планом реконструкции А. Модюи, за проектируемым в центре площади зданием городского театра было предложено проложить проезд к предмостной площади у Чернышёва моста через реку Фонтанку.
Эти работы пришлись на вторую часть проекта. Она проводилась в конце 1820-х годов: в апреле 1828 года был одобрен проект Росси, который предусматривал, в том числе:
- Сооружение Александринского театра.

- Застройку проезда от театра (театральной улицы) к Чернышёву мосту.

- Разбивку на набережной Чернышёвой площади (ныне площадь Ломоносова), полуциркульной в плане.

Основная часть работ была закончена к 1834 году.
В центре площади, где ранее размещалась стоянка (биржа) ломовых извозчиков, в 1876 году на частные пожертвования был устроен небольшой сквер. В 1892 году в его центре был установлен бюст М. В. Ломоносова работы скульптора П. П. Забелло.

## Достопримечательности

### Ломоносовский сквер
Ломоносовский сквер площадью 0,2 га создан в 1876 году силами городского садовника А.Визе. Сквер имел форму полуовала, раскрытого к набережной реки Фонтанки, обнесён невысокой железной решеткой с воротцами, обсажен деревьями разных пород.

#### Памятник М.В. Ломоносову
Памятник М.В. Ломоносову установлен в сквере в 1892 году, автор проекта пьедестала и архитектор А.С.Лыткин. Бронзовый бюст установлен на прямоугольном пьедестале со срезанными углами, изготовленном из серого итальянского мрамора. Высота бюста — 1,33 м, высота пьедестала — 2,93 м.

### Министерство внутренних дел(набережная реки Фонтанки, дом 57, Ломоносовская площадь, дом 3,Торговый переулок, дом 1)
Министерство внутренних дел. Здание построено в стиле классицизма в 1830-1834 годах по проекту архитектора К.И. Росси. Нижний этаж трактован как цокольный, два верхних украшены дорическими колоннадами, угловые части выделены, плоскости угловых ризалитов украшены стоящими в глубоких нишах колоннами. В 1920-1930-х годах здесь размещалось издательство «Красной Газеты», позднее — Типография имени Володарского. Сейчас в здании расположен бизнес-центр.

### Министерство народного просвещения(улица Зодчего Росси, дом 1-3, площадь Ломоносова, дом 1-2, Торговый переулок, дом 2
Министерство народного просвещения Российской империи. Здание в классическом стиле построено в 1828 году по проекту архитектора К.И. Росси. Фасад министерства строг и прост, обработан парными дорическими полуколоннами (кроме угловых ризалитов). Центр фасада, выходящего на площадь Ломоносова, украшен портиком из четырёх стоящих на высоком цоколе колонн, цоколь прорезан тремя арками, одна из которых служит для входа в здание, а две — для проезда на улицу Ломоносова. Летом 1918 года здание передали Наркомпросу. Часть помещений с тех пор занимали 25-я неполная средняя латышская школа Центрального района (на 1935 год), отдел защиты подземных сооружений от коррозии института «Ленгипроинжпроект» (1965 год), отделы Ленгорисполкома, вытрезвитель, медицинское училище, классы танца живота. Сейчас в здании располагается КГИОП.

### Дирекция Императорских театров(улица Зодчего России, дом 2)
Дирекция Императорских театров или Академия Русского балета имени А.Я. Вагановой. Здание в стиле классицизма построено в 1828-1834 годах по проекту архитектора К.И. Росси. Центр фасада, выходящего на площадь Ломоносова, украшен портиком из двух стоящих на высоком цоколе колонн, цоколь прорезан аркой для входа в здание. Сейчас в здании размещается Академия русского балета имени А. Я. Вагановой.

### Доходный дом И.И. Ветошкиной (набережная реки Фонтанки, дом 55, площадь Ломоносова, дом 6)
Доходный дом И.И. Ветошкиной или Доходный дом С.Н. Поленова в стиле эклектики построен в 1863-1865 годах по проекту академика архитектора Р.Е. Бергмана. Дом, в котором на квартире Л.Б. Красина В.И. Ленин участвовал в совещании партийных работников. Здесь с 1916 года жила и в 1955 году умерла актриса Е.П. Корчагина-Александровская.

### Мост Ломоносова
Чернышев мост или Мост Ломоносова через реку Фонтанку, построен в 1785-1787 годах по проекту архитектора Ж.-Р Перроне. Длина моста 57,12 м, ширина — 14,66 м. Мост имел каменные опоры и каменные арочные береговые пролётные строения, с башнями на быках, в которых размещались механизмы подъёма крыльев центрального проёма. В середине 1912 году, по проекту архитектора И. А. Фомина на мосту установили монументальные гранитные фонари-обелиски с морскими коньками.

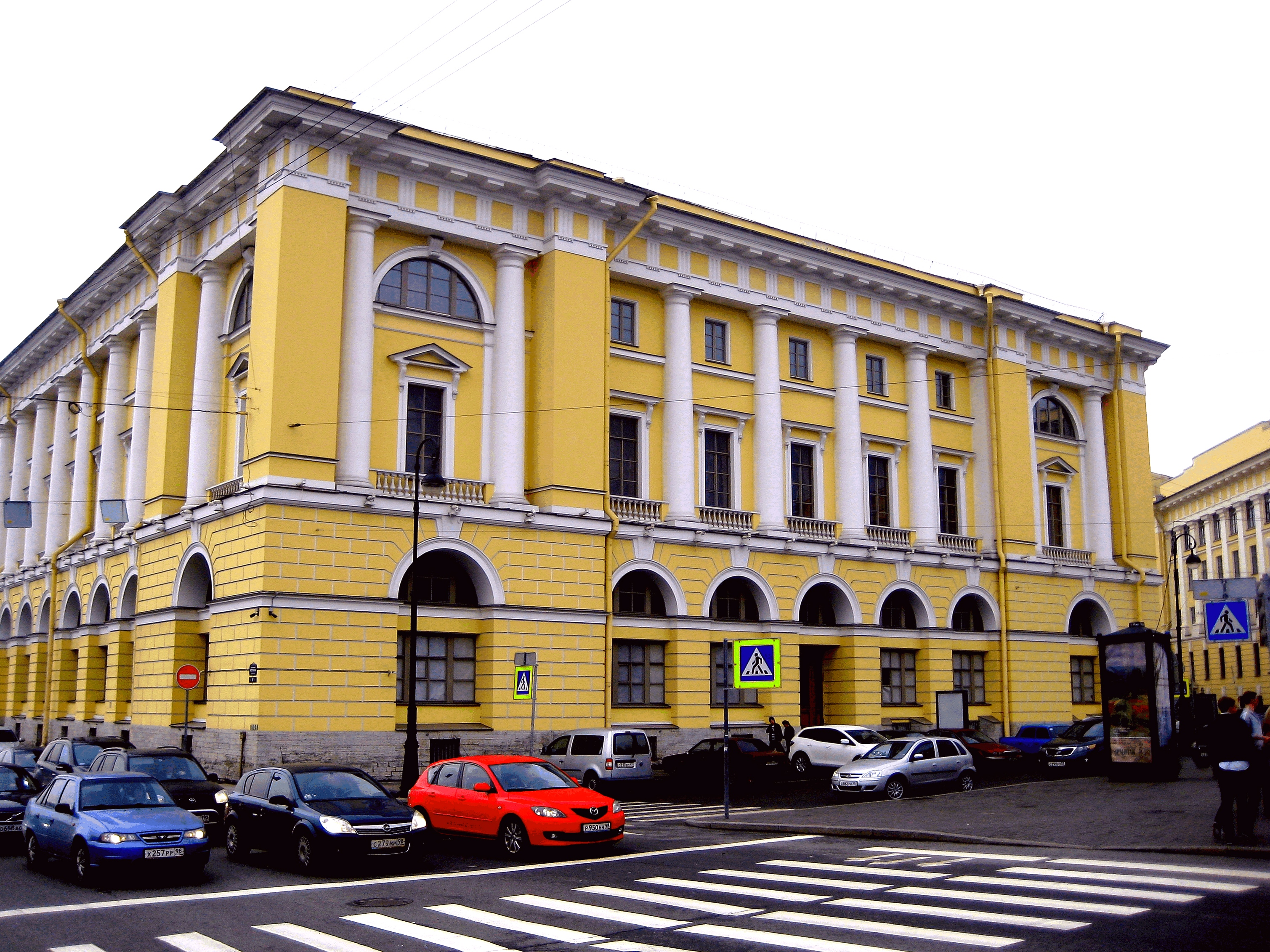
Здание министерства внутренних дел
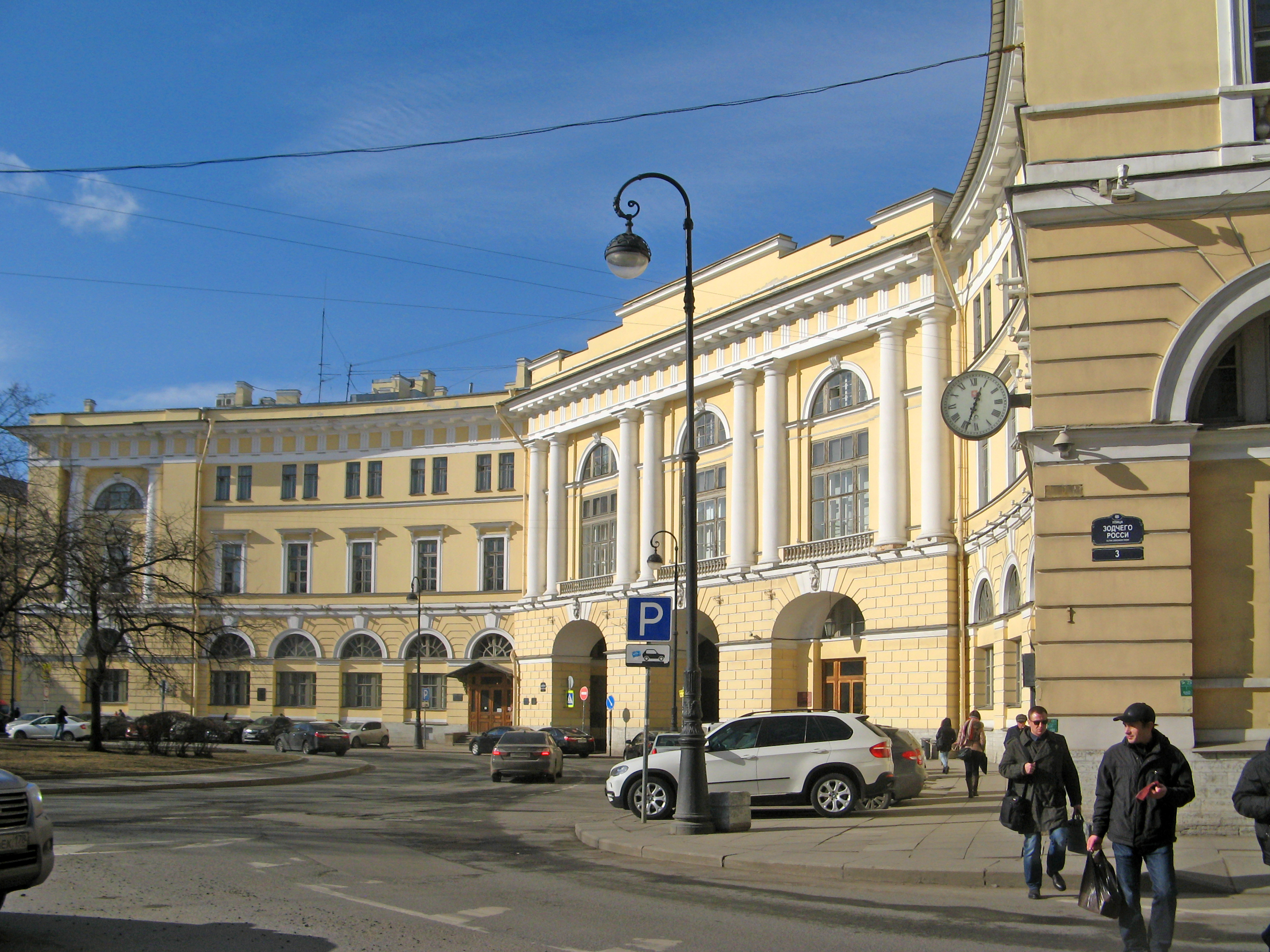
Здание министерства народного просвещения
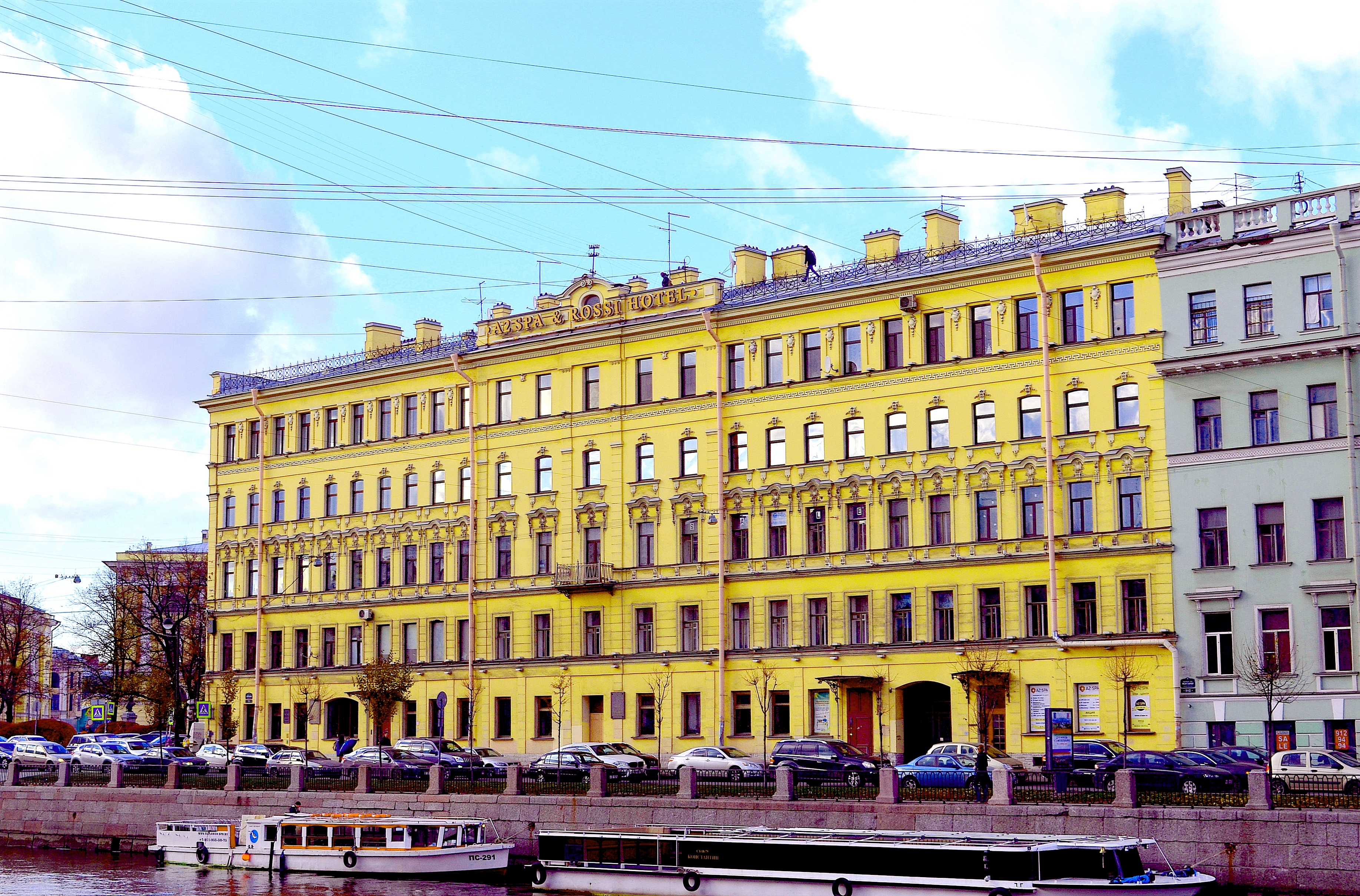
Доходный дом И.И. Ветошкиной
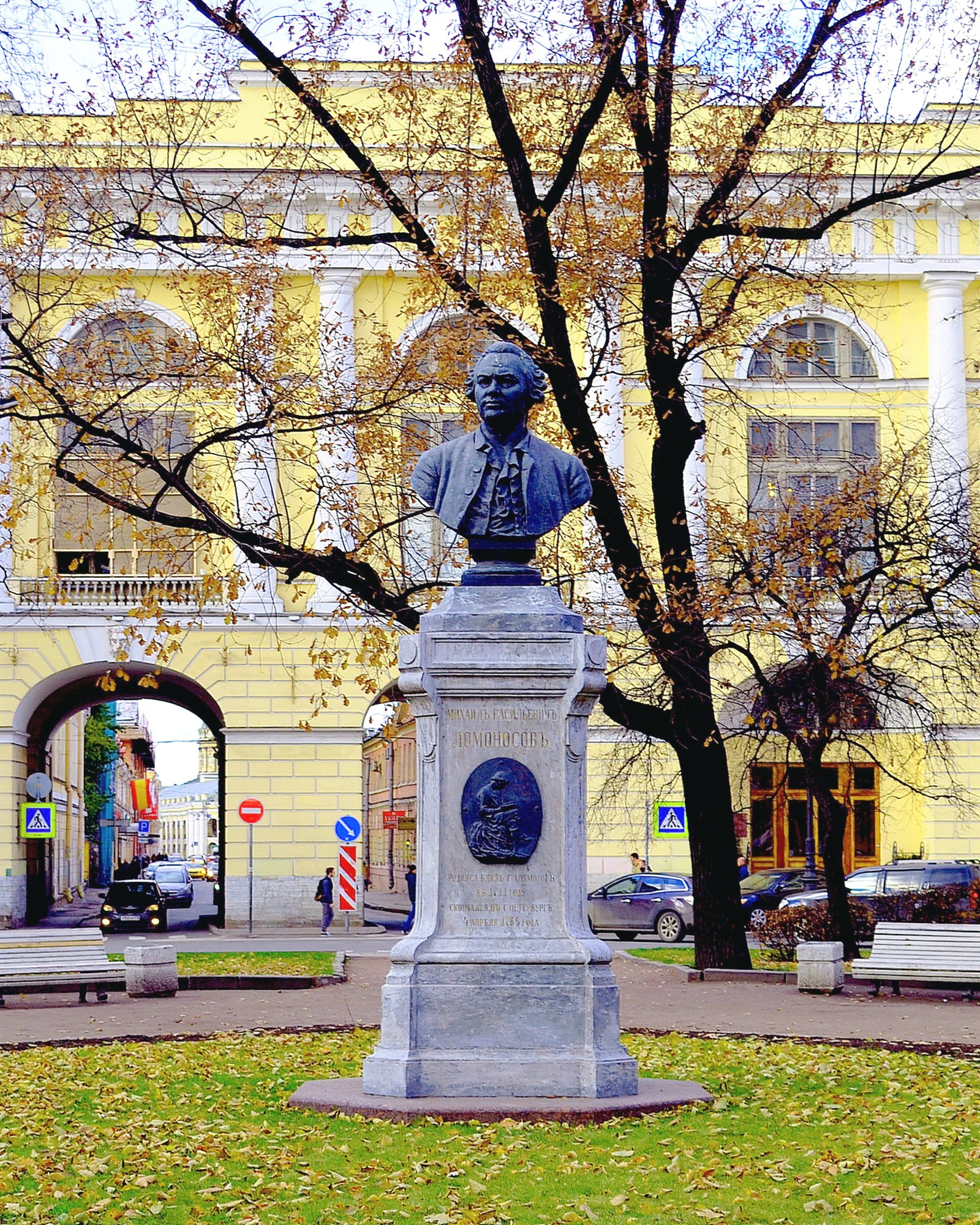
Памятник Ломоносову
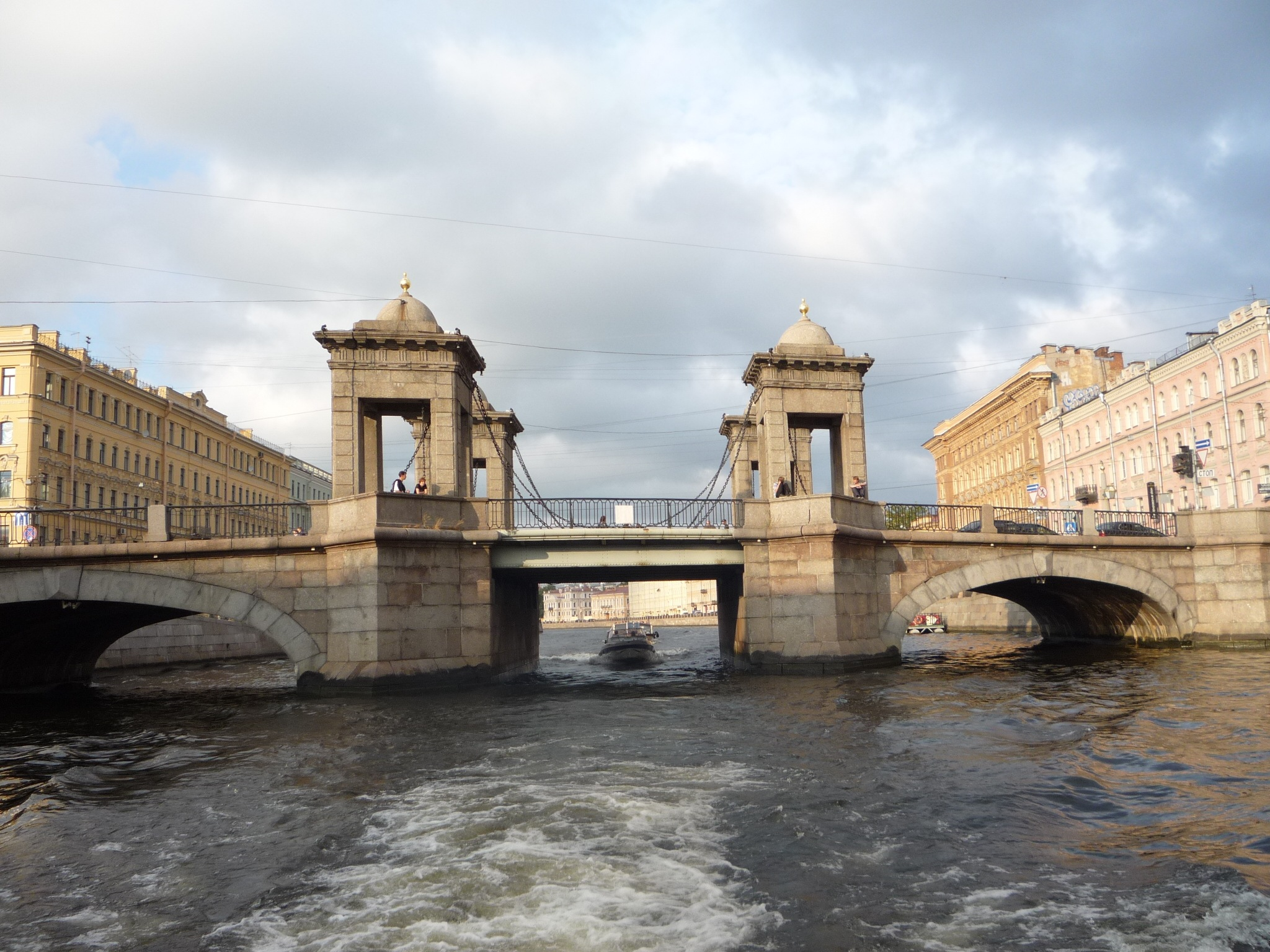
Мост Ломоносова

## Транспорт
Ближайшие станции метро к площади: 
- Невский проспект,  Гостиный двор (пешком 570 м),
- Владимирская,  Достоевская (655 м),
- Сенная площадь,  Спасская,  Садовая (820 м)